# 城井村
城井村（きいむら）は、福岡県京都郡にあった村。現在の京都郡みやこ町の一部にあたる。

## 地理
祓川の流域に位置していた。

## 歴史

### 沿革
- 1889年（明治22年）4月1日 - 仲津郡内垣村、木井馬場村、横瀬村、犬丸村が合併して村制施行し、城井村が設立[1][2]。
- 1896年（明治29年）4月1日 - 郡の統合により京都郡に所属[1][3]。
- 1956年（昭和31年）9月30日 - 京都郡犀川町に編入され廃止[1][2]。

### 地名の由来
「木の国」の「木」を2音にして城井の文字を当てたもの。

## 交通

### 路線バス
- 1923年（大正12年）- 伊良原～犀原間運行開始[1]
- 1926年（大正15年）- 帆柱～行橋間運行開始[1]

## 教育
- 1896年（明治29年）- 城井小学校（令和元年度閉校）新築[1]。
- 1914年（大正3年）- 高等科を併置[1]。
- 1915年（大正4年）- 横瀬小学校を城井小学校に合併[1]。